# نيلسون رودريغوس
نيلسون رودريغوس (بالبرتغالية: Nelson Rodrigues‏)‏ (23 أغسطس 1912 في ريسيفي - 21 ديسمبر 1980 في ريو دي جانيرو) صحفي، وكاتب، وكاتب مسرحي، وروائي من البرازيل.

## روابط خارجية
- نيلسون رودريغوس على موقع IMDb (الإنجليزية)
- نيلسون رودريغوس على موقع الموسوعة البريطانية (الإنجليزية)
- نيلسون رودريغوس على موقع ألو سيني (الفرنسية)
- نيلسون رودريغوس على موقع أول موفي (الإنجليزية)
- نيلسون رودريغوس على موقع قاعدة بيانات الفيلم (الإنجليزية)
- نيلسون رودريغوس على موقع كينوبويسك (الروسية)